# Gary van Egmond
Gary van Egmond es un exfutbolista profesional australiano y actual entrenador asistente del Western Sydney Wanderers FC de la A-League.

## Trayectoria como jugador
Van Egmond inició su carrera como jugador en el APIA Leichhardt en 1982. Pero no fue hasta que fichó por el Footscray JUST en 1987 cuando pudo al fin consolidarse en la NSL para luego fichar por el Roda JC de la Eredivisie holandesa. Hizo su primera aparición jugando por los Socceroos en Seúl 1988, bajo la dirección de Frank Arok para luego tener un exitoso paso por los Marconi Stallions en la década de los '90, donde ganó un campeonato de la NSL y llegó a otras 3 finales. Antes de llegar al Manly-Warringah, club donde se retiraría de la actividad profesional en 2001, dirigió al equipo de juveniles del Northern Spirit FC entre los años 1998 y 2000.

## Trayectoria como entrenador
La exitosa carrera como entrenador de Van Egmond se inició poco antes de su retiro como profesional (dirigiendo a los juveniles del Northern Spirit). Después de su retiro definitivo de las canchas, volvió al club donde se retiró para llevarlos a ganar el campeonato estatal. En ese mismo año, fue contratado como asistente del Newcastle Breakers. Después de la séptima fecha de la temporada 2006-07 de la A-League, el Newcastle United Jets despide al técnico Nick Theodorakopoulos por los malos resultados obtenidos, contratando a Van Egmond para el cargo. Hasta antes de la llegada de Van Egmond, los Jets llevaban un triste récord de 0-3-4 en las primeras 7 fechas, pero en las 14 fechas siguientes, ya bajo la dirección de Van Egmond, los Jets consiguieron un récord de 8-3-3, logrando el objetivo de llegar a la fase final, además de la posterior renovación de contrato para Van Egmond. En la temporada 2007-2008, guio a los Jets a conseguir el segundo puesto en la temporada regular y a posteriormente ganar el campeonato por primera vez en la historia del club.

## Clubes

### Como jugador
| Club                   | País         | Año         |
| ---------------------- | ------------ | ----------- |
| APIA Leichhardt        | Australia    | 1982-1986   |
| Footscray JUST         | Australia    | 1987-1989   |
| Marconi Stallions      | Australia    | 1989-1990   |
| Roda JC                | Países Bajos | 1990-1991   |
| Marconi Stallions      | Australia    | 1991-1997   |
| Wollongong Wolves      | Australia    | 1996 y 1997 |
| Bonnyrigg White Eagles | Australia    | 1997-1998   |
| Blacktown City         | Australia    | 1998        |
| Manly-Warringah        | Australia    | 2001        |

### Como entrenador
| Club                                       | País      | Año       |
| ------------------------------------------ | --------- | --------- |
| Northern Spirit FC (Juveniles)             | Australia | 1998-2000 |
| Manly-Warringah                            | Australia | 2001      |
| Newcastle Breakers (Asistente)             | Australia | 2001-2003 |
| Newcastle United Jets (Asistente)          | Australia | 2005-2006 |
| Newcastle United Jets                      | Australia | 2006-2009 |
| Newcastle United Jets                      | Australia | 2011-2014 |
| Selección femenil de Australia (Asistente) | Australia | 2015-2019 |
| Selección sub-20 de Australia              | Australia | 2019-2021 |
| Selección sub-20 de Australia(Asistente)   | Australia | 2021-2022 |
| Western Sydney Wanderers FC(Asistente)     | Australia | 2022-     |

## Palmarés

### Como jugador
| Título            | Club              | País      | Año     |
| ----------------- | ----------------- | --------- | ------- |
| Campeón de la NSL | Marconi Stallions | Australia | 1992-93 |

### Como entrenador
| Título   | Club                  | País      | Año     |
| -------- | --------------------- | --------- | ------- |
| A-League | Newcastle United Jets | Australia | 2007-08 |

#### Distinciones individuales
| Distinción                        | Año     |
| --------------------------------- | ------- |
| Entrenador del Año de la A-League | 2007-08 |